# 漸近巨星支

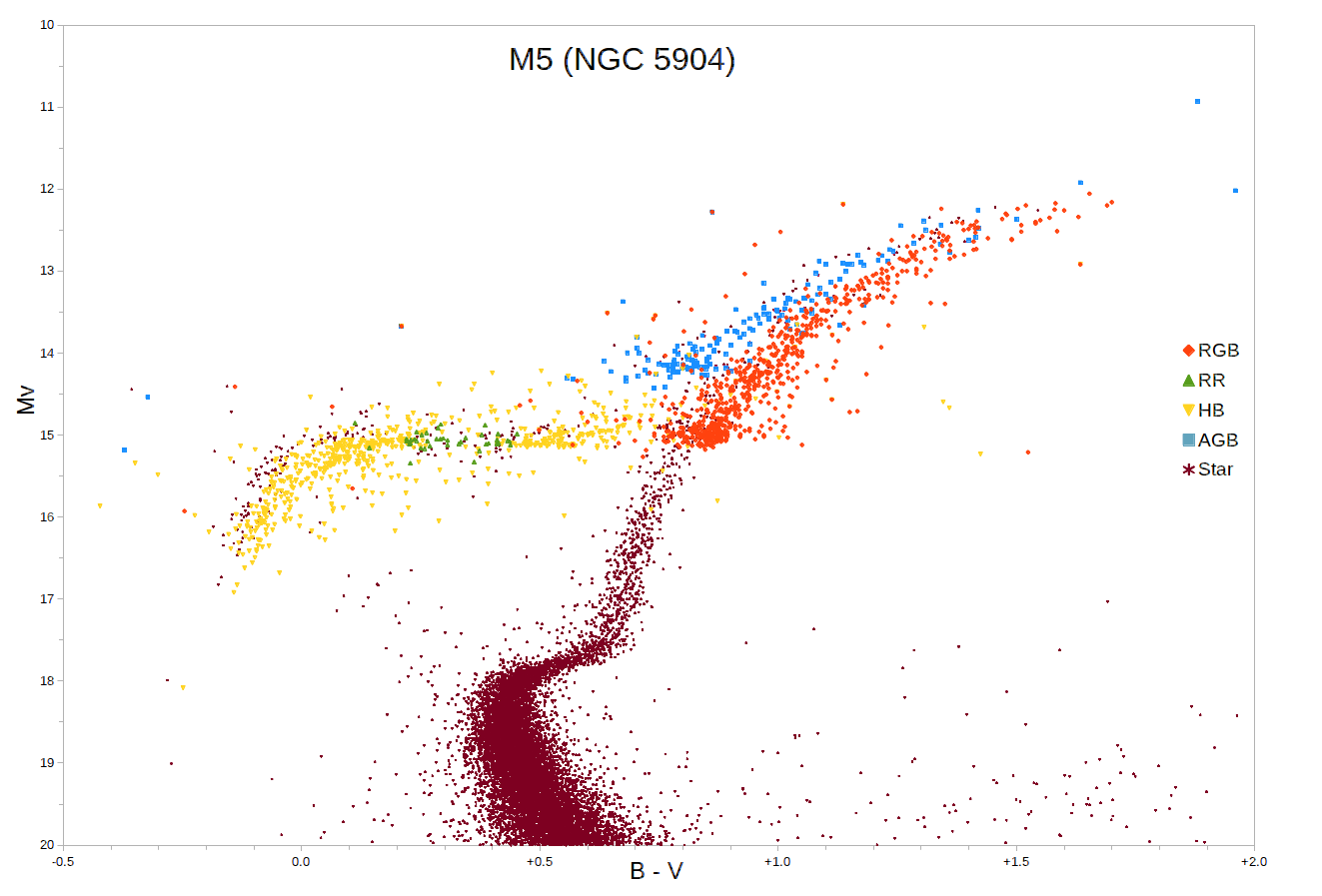
球狀星團M5的赫羅圖。已知的漸近巨星支星標示為藍色，兩側的一些紅巨星分支星以橙色顯示，

渐近巨星支（英語：asymptotic giant branch，缩写AGB）是赫羅圖中低溫、高光度恆星的區域。這是恆星演化階段中，所有低到中等質量恆星（0.6-10M⊙）生命期後段所經歷的過程。
在觀測上，一顆渐近巨星支星將以明亮的紅巨星形式出現，光度會是太陽的數千倍。它的內部結構特徵是在中央有一個不活躍的碳和氧核心，外面是正在將氦融合成碳(氦燃燒)的氦層，再外面則是將氫融合成氦(氫燃燒)的殼層，還有大量與一般主序星相類似的物質組成的外殼。

## 恆星演化

一顆類太陽恆星在核心的氦耗盡後從水平分支進入漸近巨星支。

當一顆的恆星耗盡核心的氦之後，從藍迴圈移動到漸近巨星支。

當恆星經由核心的核融合過程耗盡核心的氫之後，核心收縮並使溫度升高，造成恆星的外層膨脹和溫度下降。這顆恆星成為一顆紅巨星，沿著一條軌跡在赫羅圖朝向右上角移動。最終，一但核心溫度接近3×108 K，氦燃燒（氦原子核的核融合）開始。核心的氦燃燒開始，會阻止恆星的冷卻和光度的增加，而使恆星在赫羅圖上反而向下和向左移動。這是水平分支（適用於第二星族星）或紅群聚（適用於第一星族星），或質量大於2 M☉恆星的藍迴圈。
在核心的氦燃燒完成之後，恆星在赫羅圖上再度向右上方移動，這是因為它的亮度增加，導致冷卻和膨脹。這個路徑幾乎與之前的紅巨星軌跡一致，因此稱為漸近巨星支，然而在漸近巨星支上的恆星會比在紅巨星分支的恆星更大且更為明亮。

### 漸近巨星支階段
漸近巨星支階段分成兩個部分：早期漸近巨星支（E-AGB）和熱脈衝漸近巨星支（TP-AGB）。在早期階段，主要的能量來源是包圍在碳和氧為主的核心，進行氦融合的殼層。在這一階段，恆星以巨大的比例膨脹，再度成為紅巨星。恆星的半徑可以達到1天文單位（~215 R☉）。
氦外殼的燃料耗盡後，就開始熱脈衝階段。現在，恆星的能量來自於氫在薄殼層中的融合，這也將內部的氦限制在非常薄的殼層內，並阻止氦再穩定的進行融合。然而，在10,000至100,000年的時間裡，來自氫殼層燃燒積聚起來的氦，最終還是會點燃氦殼層；這一過程稱為殼層氦閃。殼層氦閃的亮度峰值是恆星總亮度的數千倍，但在短短的幾年內就會呈指數級的下降。殼層氦閃導致恆星的膨脹和冷卻，關閉氫殼層的燃燒，並在兩個殼層之間的區域引發強烈的對流。當氦殼層的燃燒接近氫殼層的底部時，升高的溫度會重新點燃氫融合，迴圈又再度開始。 殼層氦閃使恆星的亮度大幅增加，導致恆星可見光的亮度在幾百年中增加數十星等。但這種變化與這類型恆星常見的幾十天至數百天的光度變化無關。

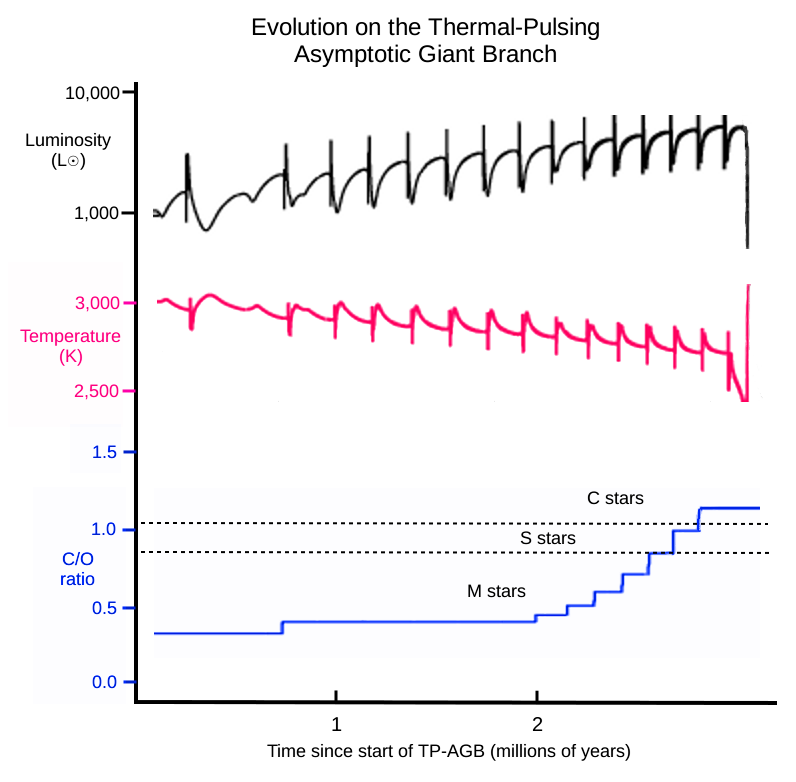
一顆恆星的熱脈衝漸近巨星分支星的演化。

在僅持續幾百年的熱脈衝中，來自核心區域的物質可能會混合到外層，改變表面的成分，這一種過程稱為"上翻"。由於這種上翻，漸近巨星支星可能會在它們的光譜中呈現S-過程元素，而且強烈的上翻會導致碳星的形成。在熱脈衝之後的上翻都稱為第三次上翻，第一次上翻發生在紅巨星支期間，第二次上翻發生在早期漸近巨星支期間。在某些情況下，可能不會有第二次上翻，但熱脈衝期間的上翻依然會稱為第三次上翻。熱脈衝在幾次之後的強度會迅速增加，因此第三次上翻通常是最深入的，也是最有可能將核心的物質經由迴圈傳送至表面。
漸近巨星支星通常都是長週期變星，並以恆星風的形式造成恆星質量流失。熱脈衝時期產生週期性的大質量流失，可能造成環繞在恆星周圍的拱星物質。在漸近巨星支階段，恆星可能會失去50%到70%的質量。

### 漸近巨星支星的星周包層

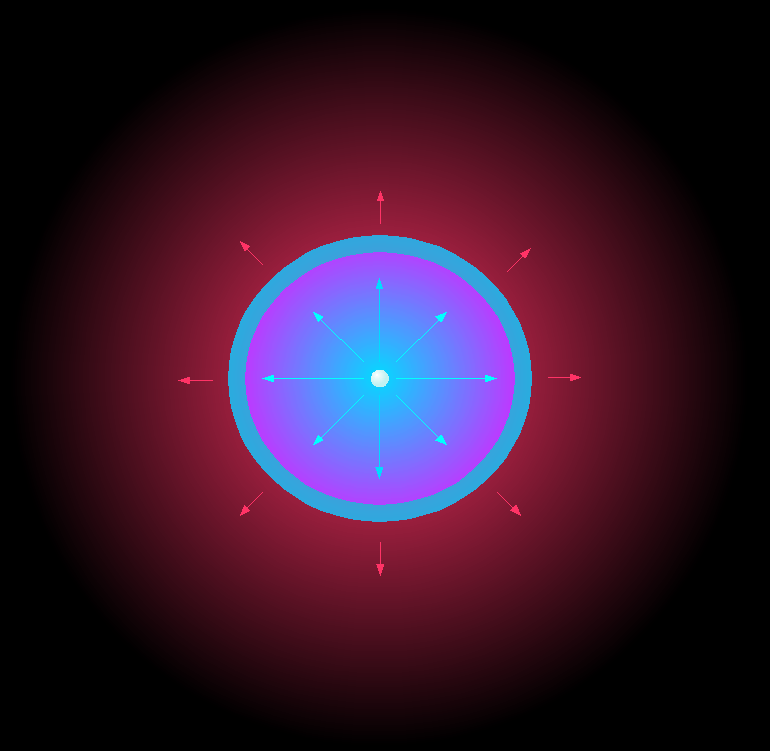
在漸近巨星支末端，行星狀星雲的形成

漸近巨星支星流失大量的質量，意味著他們會被一個擴展的星周包層（CSE，circumstellar envelope）包圍著。假設漸近巨星支星的平均壽命是一百萬年，恆星風的速率是10 km/s，估計其最大半徑大約是3×1014 公里（大約是30光年）。這是一個最大值，因為星風的物質會在非常大的半徑之內會與星際物質混合，還假設恆星和星際氣體之間沒有速度上的差異。動態作用上，因為恆星風的起源和可以測量的質量流失率，大多數令人感興趣的事都發生在相當接近恆星的區域。然而，星周包層較外面層次呈現出化學上有趣的過程，並且由於它的大小和低光深度都使觀測很容易進行。
星周包層的溫度是由氣體和塵埃的加熱和冷卻特性決定的，但是與恆星光球層的距離半徑，使它的溫度只有2,000–3,000 K。 漸近巨星支星的星周包層外側化學特性包括：
- 光球：局部熱力學平衡化學。
- 脈動的恆星包層：沖激化學。
- 塵埃形成帶
- 靜態化學
- 星際紫外線輻射和分子的光致蛻變：複雜的化學

在富氧和富碳的二分法中，因為初始條件的差異，這兩種元素中最貧乏的很可能就像留在氣態中的COx，因此確定在凝析鹽中最先出現的是氧化物還是碳化物方面具有初步的作用。
在塵埃形成區，從氣態中去除的耐火材料元素和化合物（鐵、矽、氧化鎂等等），最終成為塵埃顆粒。新形成的塵埃將立即協助表面催化反應。來自漸近巨星支星的恆星風是宇宙塵形成的主要來源，被認為是形成宇宙塵的主要場所。
漸近巨星支星的恆星風（像是米拉變星和OH/IR星）通常是邁射輻射的地點。造成這種情況的分子是SiO、H2O、OH、HCN、和SiS (化學)。SiO、H2O和OH邁射經常在富氧的M型漸近巨星支星，像是仙后座R和獵戶座U中發現，而HCN和SiS邁射通常存在像IRC +10216這種碳星中。S-型星則很少與邁射共存。
在這些恆星幾乎失去所有的包層，只剩下核心區域之後，它們進一步演化成生命短暫的前行星狀星雲。漸近巨星支星的包層最終命運是演化成行星狀星雲（PNe）。

### 後期熱脈衝
在所有的後漸近巨星支星中，多達四分之一的都經歷了所謂的“重生”情節。被氦殼包圍的碳氧核心被現在的氦殼層包圍之外，其上還有氫殼層。如果氦被重新點燃，就會發生熱脈衝，很快就又回到漸近巨星支進行氦燃燒，成為缺乏氫的恆星體。如果當這種熱脈衝發生時，恆星已经缺失了氫燃燒殼層，它就會被稱為"非常後期熱脈衝" 。
重生恆星的外部大氣形成了恆星風，恆星再次跟隨演化軌跡穿過赫羅圖。然而，這個階段是非常短暫的，在再次走向白矮星階段之前，頂多持續大約200年。在觀測方面，這種後期熱脈衝階段似乎與在自己的行星狀星雲中間的沃夫-瑞葉星相同。
櫻井之星和天箭座FG等恆星是在這一快速發展階段時被觀測到的例子。

### 超漸近巨星支星
質量接近上限，但仍符合漸近巨星支星條件的恆星顯示出一些特殊的特性，被稱為超漸近巨星支星(Super-AGB star）。它們的質量大約在7 M☉和9或10 M☉（或更多）。它們代表了向質量更大的超巨星過渡階段，這星恆星經歷了比氦更重的元素燃燒的完全核融合。在3氦過程中，還產生了一些比碳更重的元素：主要是氧，但也有一些鎂、氖，甚至更重的元素。超漸近巨星支星發展出部分簡併碳氧核心，這些核心足夠大，可以在類似早期氦閃的情況下點燃碳。在這個質量範圍內，第二次上翻非常強大，並將核心的尺寸保持在氖燃燒所需要的水準之下，就像在高質量的超巨星上發生的一樣。與質量較低的恆星比較，熱脈衝和第三次上翻的大小有所減少，但熱脈衝的頻率則急遽增加。一些超漸近巨星支星可能會經由電子捕獲成為超新星，但大多數最終會以氧氖白矮星結束一生。由於這些恆星比高質量的恆星更為常見得多，在觀測到的超新星中，他們可能佔了很高的比率。檢測這些超新星的例子，將高度依賴假設的模型來提供有價值的確認。

## 進階讀物
- Langer, N.  (PDF). Stars and Stellar evolution lecture notes. University of Bonn/Argelander-Institut für Astronomie.   [2019-05-22]. （原始内容 (PDF)存档于2014-10-13）.
- Habing, H. J.; Olofsson, H. . Springer. 2004. ISBN 978-0-387-00880-6.
- McCausland, R. J. H.; Conlon, E. S.; Dufton, P. L.; Keenan, F. P. . The Astrophysical Journal. 1992, 394 (1): 298–304. Bibcode:1992ApJ...394..298M. doi:10.1086/171582.